# Jauge du RORC
La jauge du RORC, ou jauge RORC, est une ancienne jauge de course conçue par le Royal Ocean Racing Club (RORC) en 1931. C'est une jauge destinée à établir le classement des voiliers, lors de courses au large. C'est la première jauge à tenir compte du potentiel de vitesse d'un voilier en fonction de conditions météorologiques.
Utilisée mondialement jusqu'en 1970, sauf aux États-Unis, elle a pour origine la première formule de jauge utilisée en 1925 lors de la première course du Fastnet, basée sur la jauge universelle. Elle est remplacée en 1971 par la jauge IOR, fusion de la jauge du RORC avec la jauge américaine du Cruising Club of America.   

## Historique
Pour établir le classement des voiliers de toutes tailles qui sont invités à participer à la première édition du Fastnet, les organisateurs ont besoin d'une formule de jauge de course. En 1925, la Jauge internationale, destinée à générer des voiliers de classes à rating fixe comme les 6 Metre, 8 Metre et 12 Metre, ne permet pas de d'évaluer les performances relatives de voiliers de croisière.
Les fondateurs de l'Ocean Racing Club se tournent alors vers la jauge américaine dite Universal Rule, utilisée sur la côte est des États-Unis, d'autant plus facilement que la course du Fastnet est inspirée par la Bermuda Race. L'ORC crée une première formule de jauge pour la première Fastnet de 1925, une seconde pour celle de 1928, toujours issue de la Jauge universelle agrémentée de correcteurs pour la course au large, puis une dernière version en 1931, qui est la véritable jauge du Royal Ocean Racing Club,.

### Jauge pour le Fastnet de 1925
La formule de la Jauge universelle est :
{\displaystyle R={\frac {0,18\cdot L\cdot {\sqrt {S}}}{\sqrt[{3}]{D}}}}.
Le rating R, en pieds, est une longueur dynamique de flottaison, la vitesse du voilier lui étant proportionnelle. Il est calculé à partir de L, qui est égale la longueur de flottaison (LWL) quand il n'y a pas de pénalité de forme, de la surface de voile (S) et du displacement (D). Ce déplacement est un fait un volume en pied cube, et non pas un poids (déplacement) comme son nom semble l'indiquer. 
Le RORC utilise pour cette première course du Fasnet la formule de cette Jauge universelle en lui ajoutant des éléments permettant de favoriser le franc-bord (F) et de pénaliser la surface de voile (S). Les voiliers de course au large, plus marins, disposent ainsi d'un rating (R) plus favorable que les voiliers de course côtière : 
{\displaystyle R=\underbrace {\frac {0,1\cdot L\cdot {\sqrt {S}}}{\sqrt[{3}]{D}}} _{partie\ JUniv}+\underbrace {0,2\cdot {(L+{\sqrt {S}}-F)}} _{partie\ large}}.

### Jauge pour le Fastnet de 1928
En 1928 la formule de jauge utilisée par le RORC pour la course du Fastnet semble revenir à une expression plus proche de la Jauge universelle : 
{\displaystyle R={\frac {0,2\cdot L\cdot {\sqrt {S}}}{\sqrt {B\cdot D}}}}.
Cependant le diviseur {\displaystyle {\sqrt {B\cdot D}}}, toujours homogène à une longueur, fait intervenir un bau (B) et un creux (D) calculés à partir de mesures effectuées selon les règles de la jauge. Le diviseur n'est donc plus la racine cubique d'un volume calculé correspondant à un déplacement, mais la racine carrée d'une aire correspondant à la surface d'un maitre-couple théorique.

### Jauge du RORC de 1931

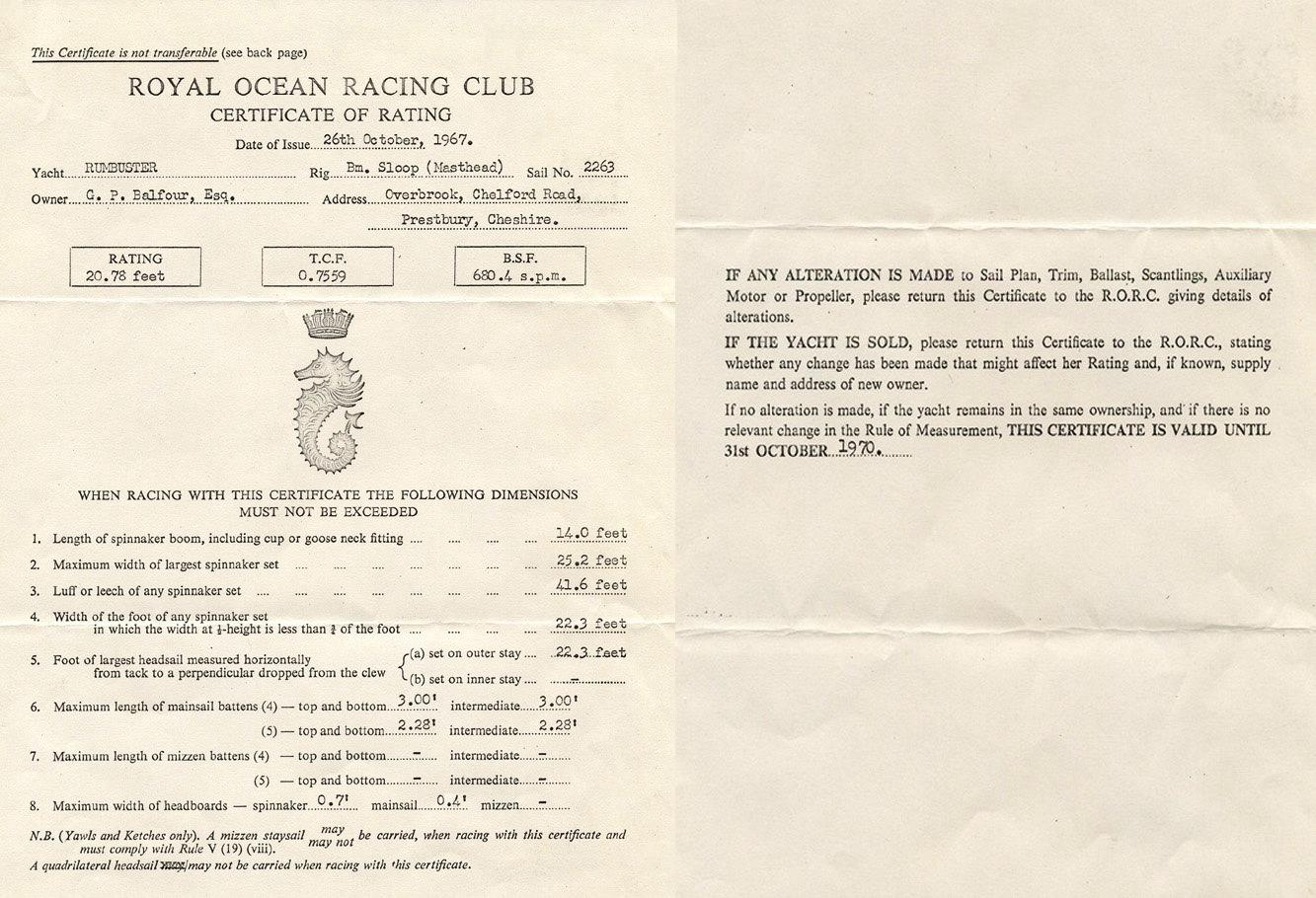
Certificat de jauge du voilier Rumbuster établi par le RORC en 1967, première partie.

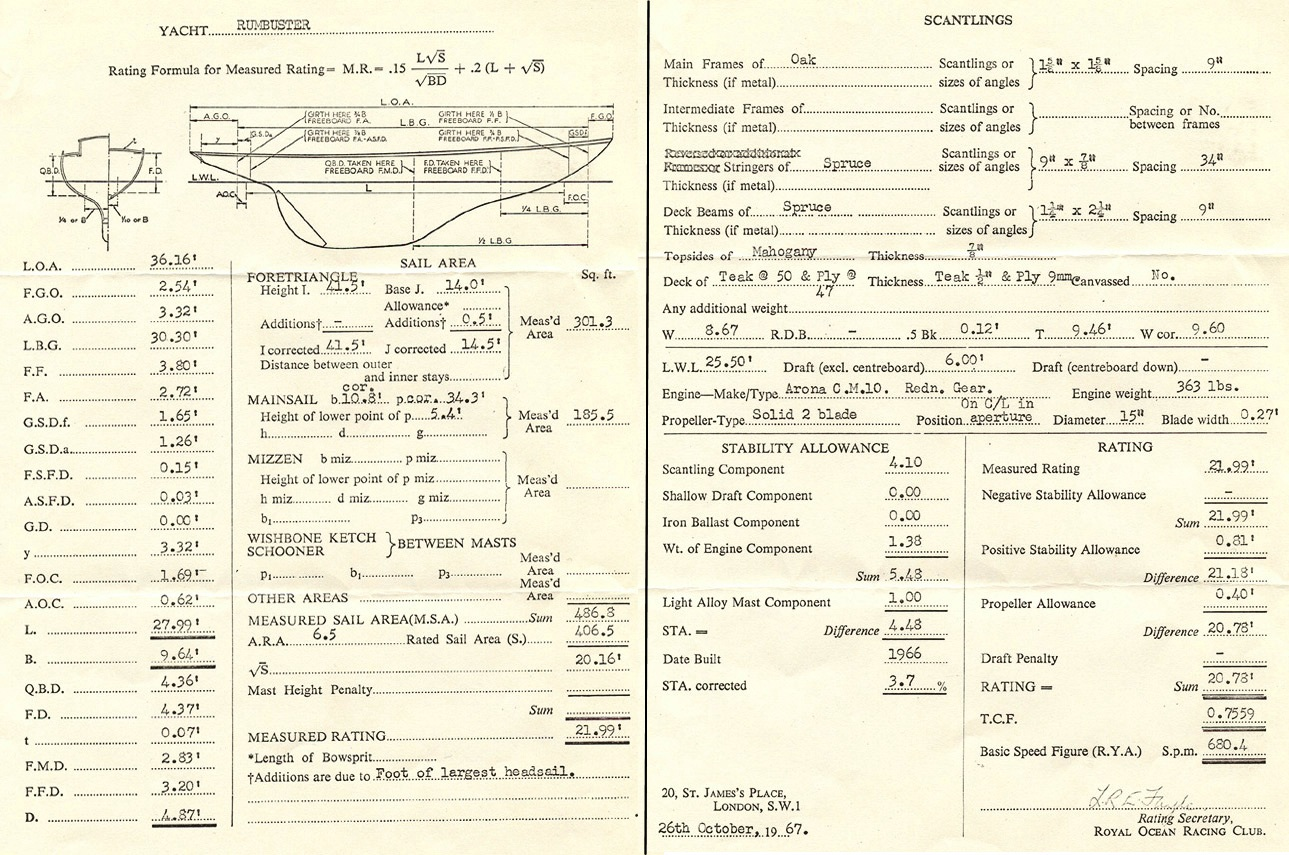
Certificat de jauge du voilier Rumbuster établi par le RORC en 1967, seconde partie.

En 1931 le RORC établit une nouvelle formule de jauge qui reste inchangée jusqu'à son remplacement en 1971 par la Jauge IOR : 
{\displaystyle MR={\frac {0,15\cdot L\cdot {\sqrt {S}}}{\sqrt {B\cdot D}}}+{0,2\cdot L+0,2\cdot {\sqrt {S}}}}.
MR est le rating mesuré, car au fil du temps le calcul du rating est corrigé par des allégeances et des pénalités concernant le facteur de stabilité, le tirant d'eau, la nature de la quille, le poids du moteur etc. Ces correcteurs du rating mesuré (MR) permettent d'obtenir le rating final (R).
La grande nouveauté de cette jauge consiste en une formule qui ne se base pas uniquement sur la vitesse limite potentielle pour établir le rating. La longueur de flottaison dynamique (L) a une influence primordiale en régime de brise. La surface de voile (S) augmente les performances par petit temps. Une combinaison de la coque (B et D), de S et de L, influe sur la vitesse par temps moyen. La formule de jauge réalise un compromis correspondant aux conditions météorologiques suivantes : 25 % de petit temps, 25 % de brise et 50 % de temps moyen. Ces principes seront repris dans la Jauge IOR. Pour la première fois une jauge évalue un voilier par ses performances potentielles selon le temps qu'il va rencontrer en mer.

## Calcul du temps compensé
Sur le certificat de jauge de Rumbuster (voir le document ci-contre, en seconde partie) on peut lire que le rating mesuré (Measured Rating, MR) est de 21,99 pieds et que le rating final (R), compte tenu des allégeances de stabilité et d'hélice, s'établit à 20,78 pieds. Ce voilier mesure pour mémoire 36,16 pieds de longueur au pont (LOA) et est jaugé comme ayant une longueur de flottaison pour la jauge (L) de 27,99 pieds. 
Deux nombres importants figurent en bas et à droite du certificat de jauge : le Time Correction Factor (TCF) et le Basic Speed Figure (BSF). Pour ce bateau le TCF est 0,7559, le BSF de 680,4 secondes/mille. 
Le TCF est un nombre sans dimension, coefficient correcteur du temps réel mis par bateau lors d'une course, afin d'obtenir le temps compensé. {\displaystyle TCF={\frac {{\sqrt {R}}+3}{10}}}. On obtient le temps compensé en multipliant le temps réel par le TCF.
Le BSF n'est employé à la place du TCF que lors de courses longues ou en cas de longues périodes sans vent. BSF = 514,5 / TCF.

## Classes du RORC
Les voiliers jaugés par le RORC courent dans trois grandes catégories nommées classes :
- classe I : de 36 à 70 pieds de rating,
- classe II : de 27 à moins de 36 pieds de rating,
- classe III : de 19 pieds à moins de 27 pieds de rating.

Les One Tonners des One Ton Cup de 1965 à 1969 sont ainsi des 22 pieds de la classe III du RORC.